# Calathea sanderiana
Calathea sanderiana là một loài thực vật có hoa trong họ Marantaceae. Loài này được (Sander) Gentil mô tả khoa học đầu tiên năm 1907.